# ایرج ملک‌پور
ایرج ملک پور (زاده ۱۳۱۹ در آمل) منجم، استاد و رئیس مؤسسه ژئوفیزیک نجوم و فیزیک فضا در دانشگاه تهران است. وی سال‌ها تقویم‌های سراسری منتشره در ایران را تنظیم و استخراج می‌کرد. ایرج ملک‌پور پدر تقویم نوین ایران است.

## تحصیلات
ایرج ملک پور در روستای نوای لاریجان از توابع آمل به دنیا آمد. وی تحصیلات ابتدایی و متوسطه اش را در لاریجان گذراند. سپس در سال ۱۳۳۹ وارد دانشگاه تهران شد و در رشته فیزیک به تحصیل پرداخت. در خرداد ۱۳۴۳ از دانشگاه تهران لیسانس گرفت و به آلمان رفت. پس از چند ماه از آلمان به فرانسه رفت و به تحصیل ادامه داد. ملک پور دکترای علوم فضا اختر فیزیک خود را از دانشگاه پاریس دریافت نمود.

## فعالیت دانشگاهی
دکتر ملکپور هم‌اکنون ریاست بخش فیزیک خورشیدی مؤسسه ژئوفیزیک دانشگاه تهران را بر عهده دارد. وی پیش از این از سال ۱۳۵۳ تا ۱۳۵۵ استادیار دانشگاه صنعتی امیرکبیر بود.

## آثار
آثار ایرج ملک‌پور عبارت است از:
- مجموعه کتاب ۱۹ جلدی از تقویم ۵۰۰۰ ساله ایران
- تقویم تطبیقی
- تقویم هجری قمری
- تقویم هجری شمسی
- ۵۶۵۰ سال تقویم هجری شمسی و میلادی

## دعوت یونسکو
در سال ۱۳۵۷ یونسکو به منظور برقراری امکان تحقیق و مطالعه از ده نفر از دانشمندان جهان دعوت به عمل آورد تا با هزینه این سازمان در رشته‌های مختلف به اروپا بروند. این بورس که توسط یونسکو به دانشمندان برجسته جهان در رشته‌های مختلف اختصاص یافته بود به بورس کوپرنیک معروف شد. دکتر ایرج ملک پور در رشته نجوم، از سوی یونسکو انتخاب و به این بورس دعوت شد. او تنها منجمی بود که در دنیا از سوی یونسکو انتخاب شده بود اما ملک پور، به میل و اختیار شخصی ترجیح داد تا در آن شرکت نکند و درتحول جاری کشور که در آن روزها دوران اوجشان را می‌گذراند، در کنار مردم باشد.

## تنظیم تقویم کشورها
ملک‌پور تا به امروز تنظیم تقویم کشورهای مالدیو، سریلانکا، برمه و برونئی را به درخواست این کشورها بر عهده‌داشت.

## تقدیر
ایرج ملک‌پور عنوان شهروند افتخاری نیشابور از سوی شهرداری و شورای اسلامی نیشابور لوح شهروند افتخاری را در سال ۱۳۹۴ دریافت کرد.